# 張柱 (嘉靖進士)
張柱（1523年—？），字汝任，號健庵，山東青州府壽光縣人，軍籍，明朝政治人物。

## 生平
嘉靖二十二年（1543年），山東鄉試第四十七名舉人。嘉靖二十六年（1547年）中式丁未科會試第二百九十二名，登第三甲第一百二十八名進士。刑部觀政，授行人司行人，升司副、司正，擢户部郎中，出为河南府知府，嘉靖四十年（1561年）三月因伊王朱典楧不法之事，被降职为长芦运司同知，转两浙运同。历任叙州府知府、山西按察司副使、浙江布政使司右参政，隆慶元年（1567年）二月迁江西按察使（正三品），二年正月晋右布政使（从二品），改河南左布政使。著有《读史日抄》。

## 家族
曾祖張銹，義官；祖父張霑；父張東暘，封南京刑部主事。母馬氏（封安人）。具庆下。兄杭；良輔；弼；良佐；張標，知府；張鐸；张粹。弟张格。兄張標，嘉靖十四年进士。子张荣、张耀。侄子张烛，隆慶五年进士。